# Angelika Viets
Angelika Viets (* 9. Januar 1954 in Stuttgart) ist eine deutsche Diplomatin im Ruhestand. Von 2017 bis 2019 war sie Botschafterin in Litauen.

## Leben
Nach dem Abitur studierte Angelika Viets von 1971 bis 1977 Amerikanistik, Anglistik und Romanistik und absolvierte während des Studiums von 1973 bis 1975 ein Studienjahr in Frankreich sowie mit Unterstützung eines Stipendiums des Deutschen Akademischen Austauschdienstes (DAAD) einen Studienaufenthalt in den USA. 1977 schloss sie ihr Studium mit einem Magister Artium (M.A.) ab und war dann von 1977 bis 1979 für den DAAD als Lektorin an der Universität Gilan in Rascht tätig, ehe sie zwischen 1979 und 1981 für den DAAD Lektorin an der Tongji-Universität in Shanghai war. Nachdem sie von 1981 bis 1984 einen Studien- und Lehraufenthalt in Osaka absolviert hatte, besuchte sie den Vorbereitungsdienst für den höheren Auswärtigen Dienst.
Nach Abschluss der Laufbahnprüfung für den höheren Auswärtigen Dienst fand sie von 1987 bis 1990 zunächst Verwendung an der Botschaft in Japan und danach in der Zentrale des Auswärtigen Amtes. Anschließend war sie zwischen 1994 und 1997 Mitarbeiterin der Botschaft in Spanien und danach der Botschaft in der Volksrepublik China, ehe sie von 2000 bis 2002 stellvertretende Leiterin der Aus- und Fortbildungsstätte des Auswärtigen Amtes war. In dieser Zeit verfasste sie auch zwei Reiseberichte über China und Shanghai.
Nach einer Tätigkeit als Generalsekretärin des Japanisch-Deutschen Zentrums Berlin war sie von 2006 bis 2011 im Auswärtigen Amt Referatsleiterin.
Seit August 2011 war Angelika Viets als Nachfolgerin von Jörg Ranau, der wiederum Beauftragter für Exportkontrolle und Technologie im Auswärtigen Amt wurde, Botschafterin in Singapur. Anschließend war sie von 2014 bis 2017 deutsche Botschafterin im Kosovo. Von dort wechselte sie im September 2017 in gleicher Position nach Litauen, wo sie bis 2019 blieb.
Viets ist verheiratet und hat zwei Söhne.

## Veröffentlichungen
- Shanghai, Mitautor Erhard Pansegrau, 2001, ISBN 3-7243-0368-8
- China, Mitautoren Oliver Bolch (Fotografien) und Christine Althauser, 2001, ISBN 3-7243-0369-6